# Dysderina simla
Dysderina simla là một loài nhện trong họ Oonopidae.
Loài này thuộc chi Dysderina. Dysderina simla được Arthur M. Chickering miêu tả năm 1968.